# 哈尔维尔城堡
哈尔维尔城堡（德語：Schloss Hallwyl；國際音標：[halˈviːl] ) 是瑞士境内最重要的水上城堡之一，位于阿尔高州森根市哈尔维尔湖的北端，坐落在阿巴赫河上的两座小岛之上。1925年起一直对公众开放，1994年收归阿尔高州所有，成为阿尔高州博物馆的一部分。

## 图集

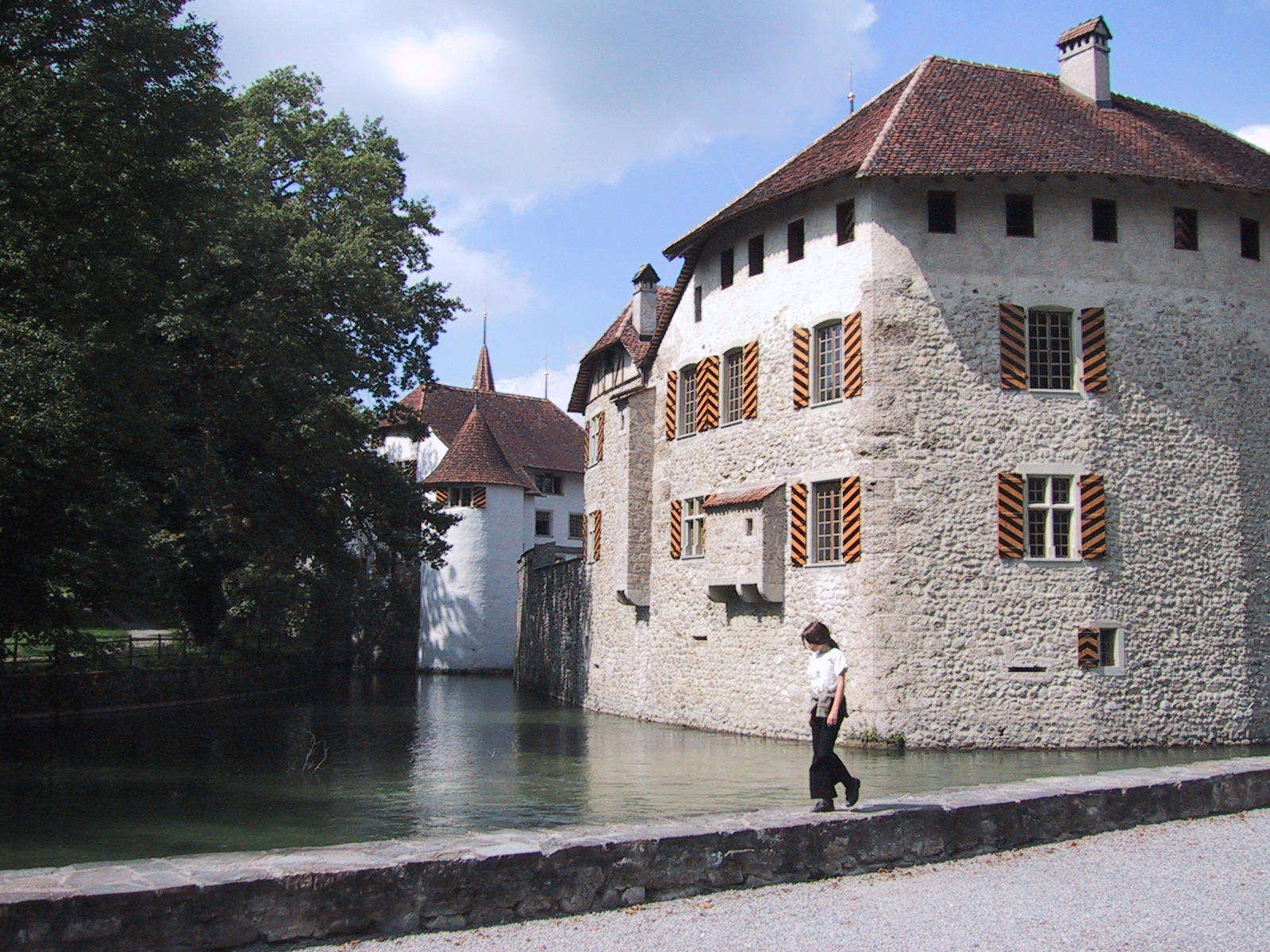
前岛上的住宅
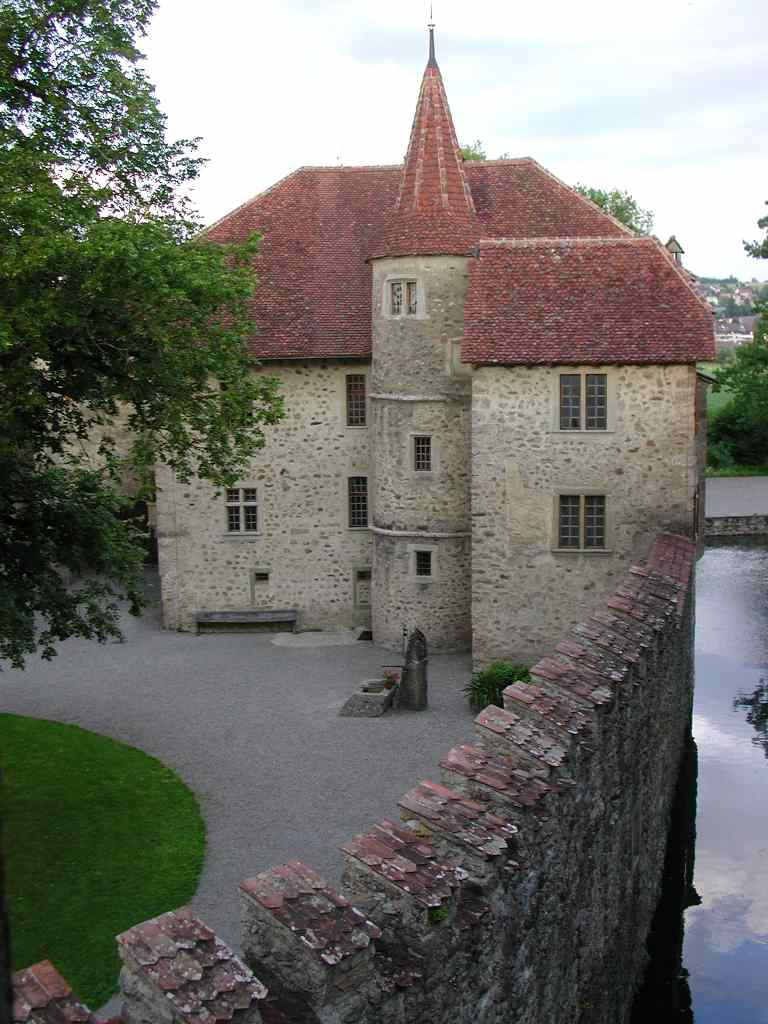
住宅和内部庭院
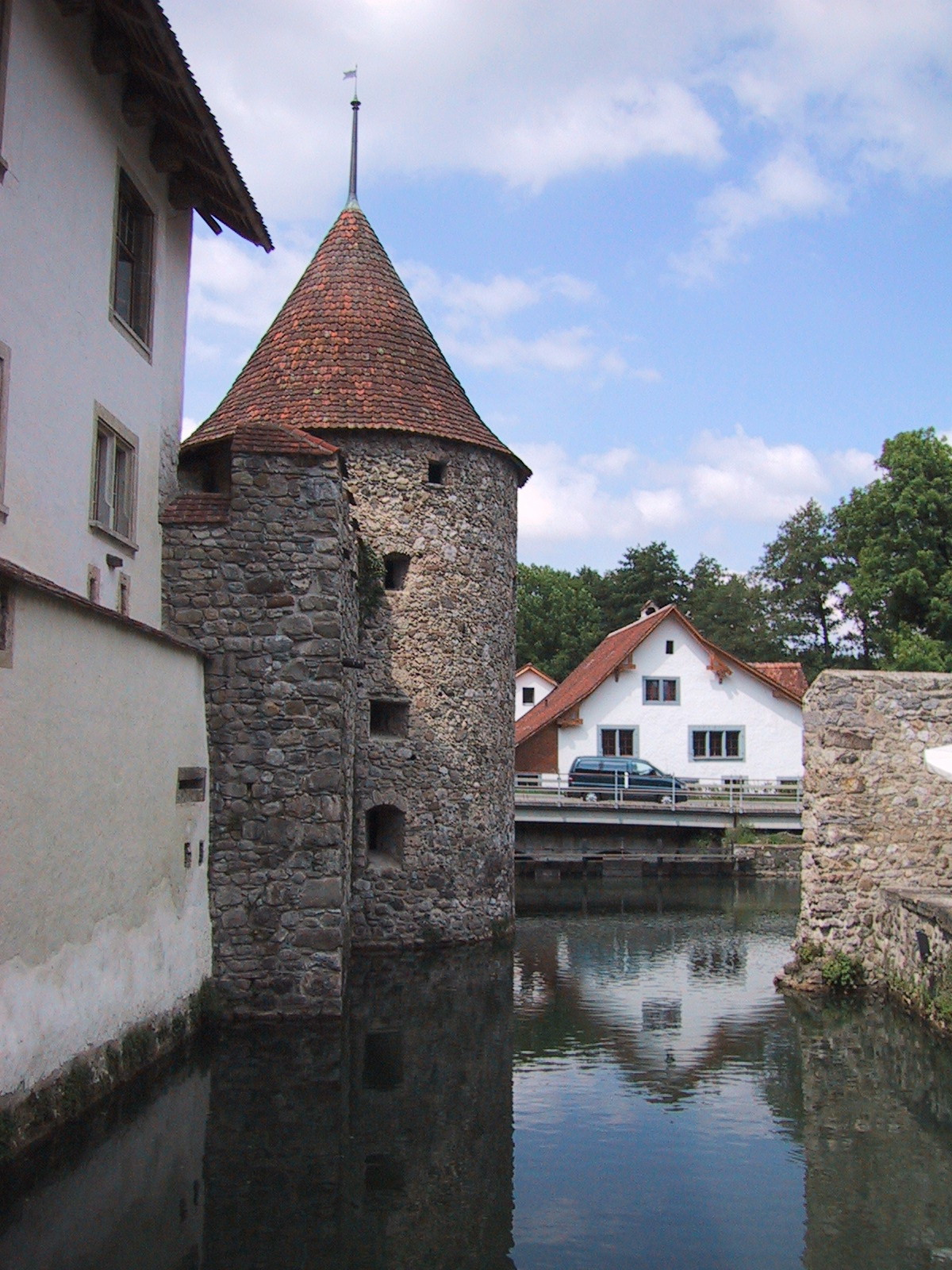
塔楼和磨坊
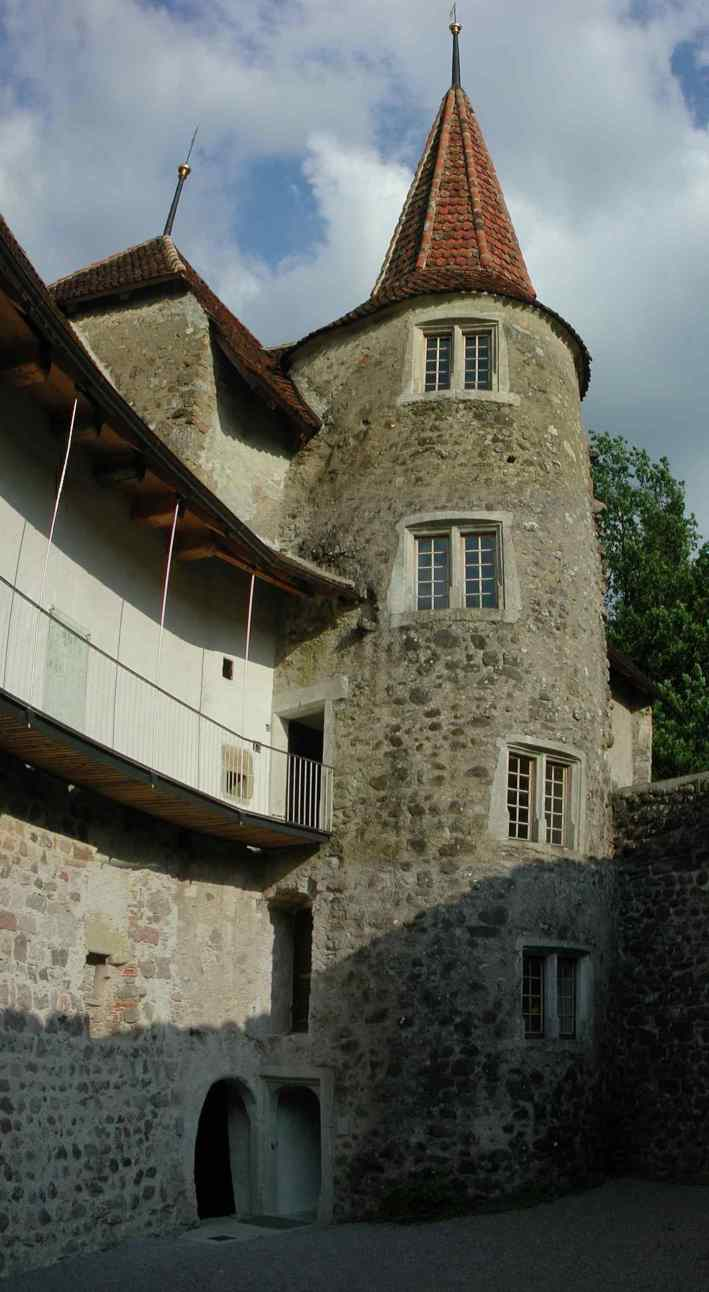
塔楼
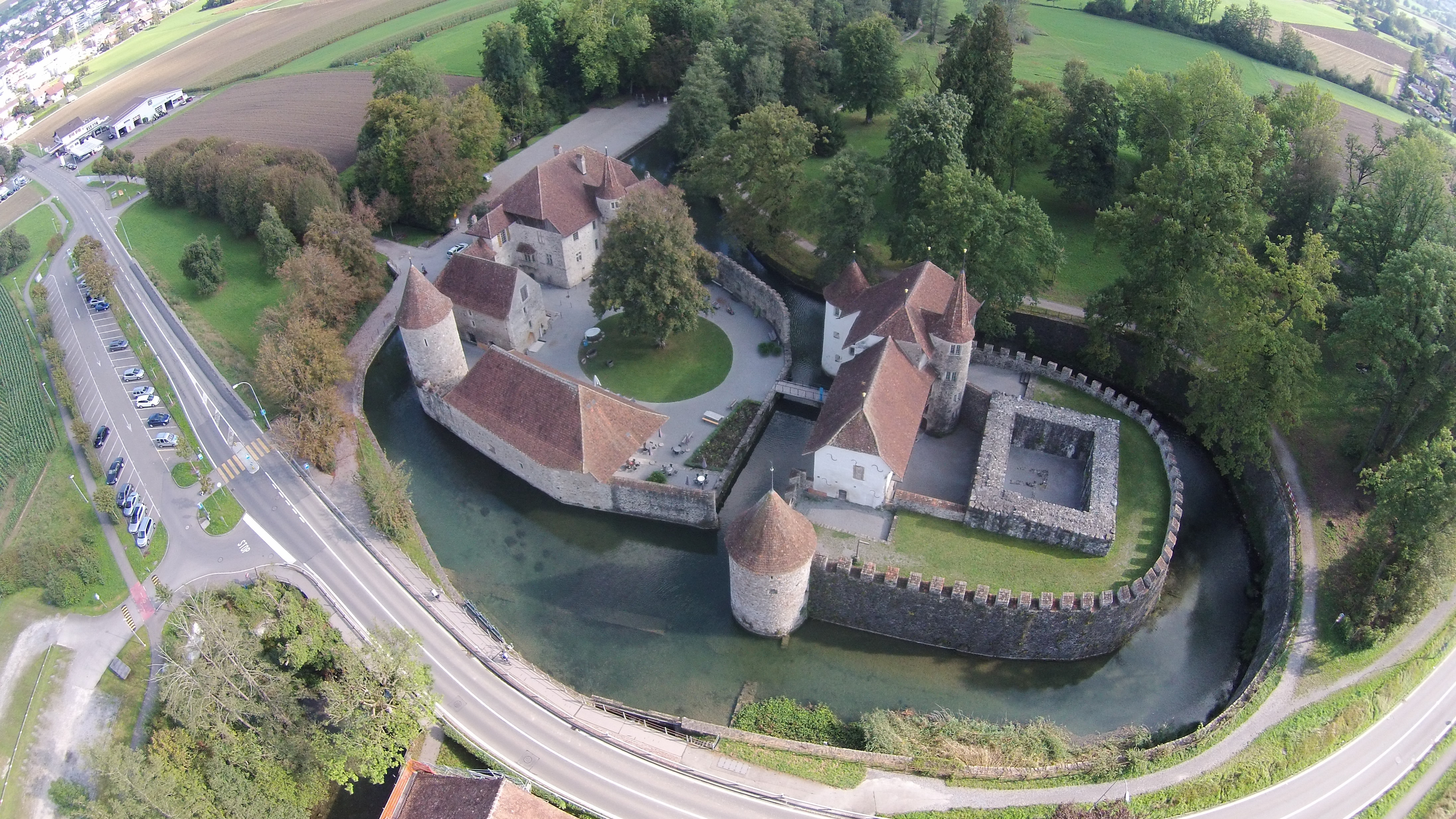
城堡鸟瞰